# Giampiero Biscaldi

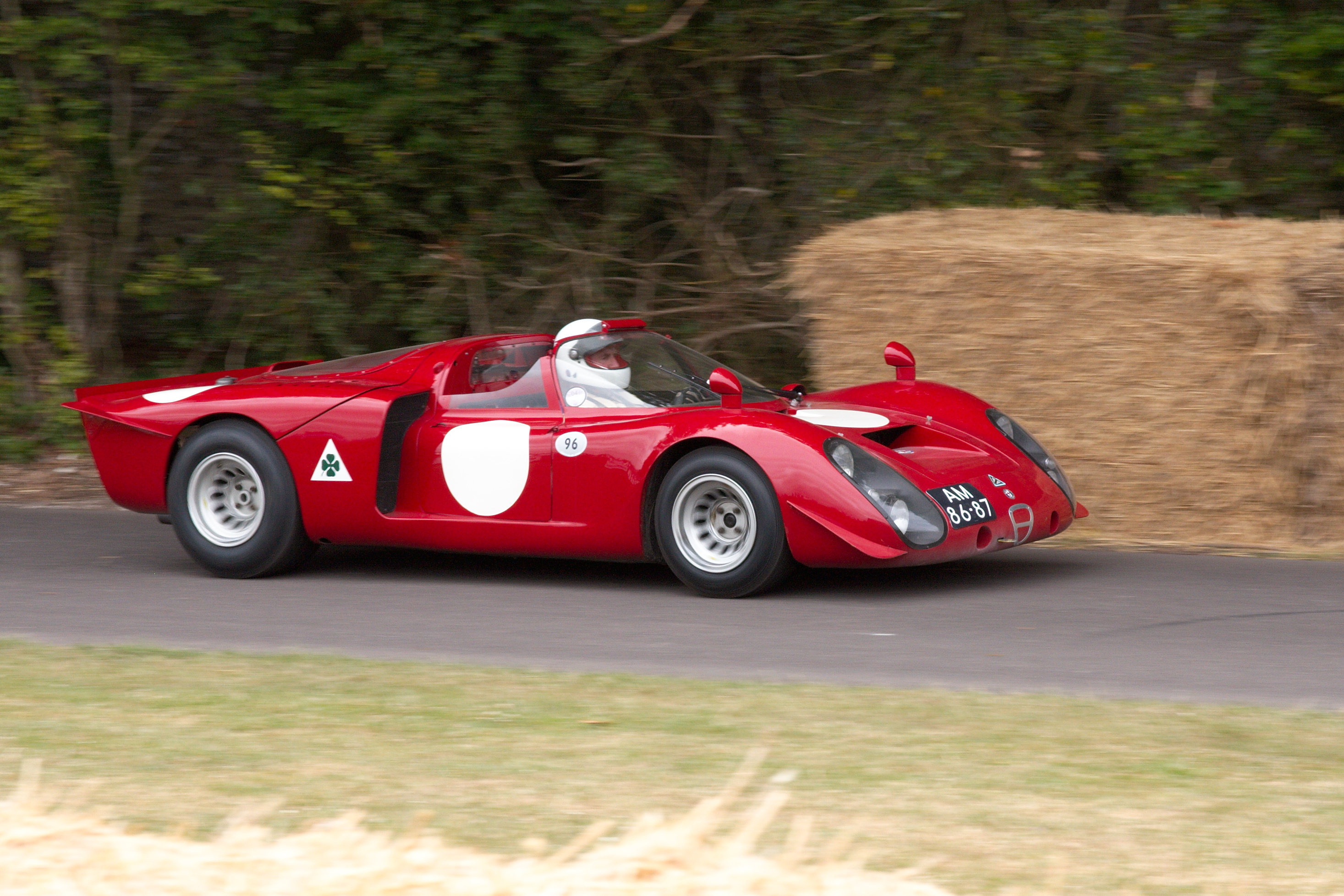
Der Alfa Romeo T33/2, mit dem Giampiero Biscaldi beim 24-Stunden-Rennen von Daytona 1968 am Start war

Giampiero Biscaldi (* 2. September 1937 in Mailand; † 6. November 2014 in Agnellengo) war ein italienischer Automobilrennfahrer.

## Karriere
Giampiero Biscaldi war in den 1960er-Jahren als erfolgreicher Sportwagenpilot bekannt, im Monoposto startete er selten. Er begann seine Karriere in den 1950er-Jahren und fuhr sein erstes internationales Rennen 1962 in Montlhéry; das 1000-km-Rennen von Paris beendete er als Sechzehnter der Gesamtwertung.
1963 wurde er Werksfahrer bei Abarth. Nach einem sechsten Rang beim Bergrennen Consuma und einem vierten Endrang auf dem Rossfeld gab er im Sommer für die Scuderia St. Ambroeus sein Debüt beim 24-Stunden-Rennen von Le Mans. Im Rennen wurde er mit seinem Alfa Romeo Giulietta Sprint Zagato disqualifiziert, weil er unerlaubt zu früh Öl nachfüllte. Sein bestes Ergebnis für Abarth erzielte er mit dem dritten Gesamtrang auf einem Abarth-Simca 1300 bei der Coppa Inter-Europa.
1965 erhielt er von Enzo Ferrari einen Zweijahresvertrag und ging für die Scuderia in der Sportwagen-Weltmeisterschaft an den Start. Die großen Erfolge blieben in diesen beiden Jahren jedoch aus; als bestes Ergebnis erreichte er gemeinsam mit Giancarlo Baghetti den 13. Rang beim 1000-km-Rennen auf dem Nürburgring 1965.
Ende der 1960er-Jahre hatte er die erfolgreichste Phase in der Weltmeisterschaft. Seine letzten Jahre als aktiver Fahrer, 1968 und 1969, verbrachte er in der Werksmannschaft von Alfa Romeo. Seinen größten Erfolg im Motorsport feierte er mit einem nichtitalienischen Team. Bei der Targa Florio 1967 wurde er im Werks-Porsche 910 Zweiter hinter den Teamkollegen Paul Hawkins und Rolf Stommelen. Teamkollege von Biscaldi war Leo Cella.

## Statistik

### Le-Mans-Ergebnisse
| Jahr | Team                  | Fahrzeug                | Teamkollege             | Platzierung     | Ausfallgrund     |
| ---- | --------------------- | ----------------------- | ----------------------- | --------------- | ---------------- |
| 1963 | Scuderia St. Ambroeus | Alfa Romeo Giulietta SZ | Sergio Pedretti         | Disqualifiziert |                  |
| 1964 | Scuderia St. Ambroeus | Alfa Romeo Giulietta TZ | Giancarlo Sala          | Rang 15         |                  |
| 1965 | SPA Ferrari SEFAC     | Ferrari 275P2           | Lorenzo Bandini         | Ausfall         | Motorschaden     |
| 1966 | Ed Hugus              | Ferrari 275 GTB         | Michel de Bourbon-Parma | Ausfall         | Kupplungsschaden |
| 1968 | Autodelta SpA         | Alfa Romeo TT33/2       | Mario Casoni            | Rang 6          |                  |

### Sebring-Ergebnisse
| Jahr | Team                   | Fahrzeug                   | Teamkollege        | Teamkollege     | Platzierung | Ausfallgrund |
| ---- | ---------------------- | -------------------------- | ------------------ | --------------- | ----------- | ------------ |
| 1963 | Abarth Corse           | Abarth-Simca 1300 Bialbero | Piero Frescobaldi  |                 | Ausfall     | Motorschaden |
| 1964 | Scuderia Sant Ambroeus | Alfa Romeo Giulia TZ       | Roberto Bussinello | Consalvo Sanesi | Ausfall     | Unfall       |

### Einzelergebnisse in der Sportwagen-Weltmeisterschaft
| Saison | Team                           | Rennwagen                                                           | 1   | 2   | 3   | 4   | 5   | 6   | 7   | 8   | 9   | 10  | 11  | 12  | 13  | 14  | 15  | 16  | 17  | 18  | 19  | 20  | 21  | 22  |
| ------ | ------------------------------ | ------------------------------------------------------------------- | --- | --- | --- | --- | --- | --- | --- | --- | --- | --- | --- | --- | --- | --- | --- | --- | --- | --- | --- | --- | --- | --- |
| 1962   | Scuderia Sant Ambroeus         | Alfa Romeo Giulietta                                                | DAY | SEB | SEB | MAI | TAR | BER | NÜR | LEM | TAV | CCA | RTT | NÜR | BRI | BRI | PAR |     |     |     |     |     |     |     |
| 1962   | Scuderia Sant Ambroeus         | Alfa Romeo Giulietta                                                |     |     |     |     |     |     |     |     |     |     |     | 16  |     |     |     |     |     |     |     |     |     |     |
| 1963   | Abarth Scuderia St. Ambroeus   | Abarth-Simca 1300 Bialbero Alfa Romeo Giulietta SZ Fiat-Abarth 1000 | DAY | SEB | SEB | TAR | SPA | MAI | NÜR | CON | ROS | LEM | MON | WIS | TAV | FRE | CCE | RTT | OVI | NÜR | MON | MON | TDF | BRI |
| 1963   | Abarth Scuderia St. Ambroeus   | Abarth-Simca 1300 Bialbero Alfa Romeo Giulietta SZ Fiat-Abarth 1000 |     |     | DNF | DNF |     |     |     | 6   | 6   | DNF |     |     | 16  | 15  |     |     | 15  | 6   | 3   |     |     |     |
| 1964   | Scuderia Sant Ambroeus         | Alfa Romeo TZ Alfa Romeo Giulietta                                  | DAY | SEB | TAR | MON | SPA | CON | NÜR | ROS | LEM | REI | FRE | CCE | RTT | SIM | NÜR | MON | TDF | BRI | BRI | PAR |     |     |
| 1964   | Scuderia Sant Ambroeus         | Alfa Romeo TZ Alfa Romeo Giulietta                                  |     | DNF |     |     |     |     | 13  |     | 15  |     |     |     |     |     |     |     | DNF |     |     | 17  |     |     |
| 1965   | Ferrari Scuderia Sant Ambroeus | Ferrari Dino 166P Ferrari 275 GTB Ferrari 275P2                     | DAY | SEB | BOL | MON | MON | RTT | TAR | SPA | NÜR | MUG | ROS | LEM | REI | BOZ | FRE | CCE | OVI | NÜR | BRI | BRI |     |     |
| 1965   | Ferrari Scuderia Sant Ambroeus | Ferrari Dino 166P Ferrari 275 GTB Ferrari 275P2                     |     |     |     |     | DNF |     | DNF |     | 13  |     |     | DNF |     |     |     |     | 3   |     |     |     |     |     |
| 1966   | Scuderia St. Ambroeus Ed Hugus | Ferrari Dino 206S Ferrari 275 GTB Abarth 1300 OT                    | DAY | SEB | MON | TAR | SPA | NÜR | LEM | MUG | CCE | HOK | SIM | NÜR | ZEL |     |     |     |     |     |     |     |     |     |
| 1966   | Scuderia St. Ambroeus Ed Hugus | Ferrari Dino 206S Ferrari 275 GTB Abarth 1300 OT                    |     |     | DNF | 14  |     |     | DNF | DNF |     |     |     |     |     |     |     |     |     |     |     |     |     |     |
| 1967   | Porsche                        | Porsche 910 Porsche 906                                             | DAY | SEB | MON | SPA | TAR | NÜR | LEM | HOK | MUG | BRH | CCE | ZEL | OVI | NÜR |     |     |     |     |     |     |     |     |
| 1967   | Porsche                        | Porsche 910 Porsche 906                                             |     |     |     |     | 2   |     |     |     | 5   |     |     |     |     |     |     |     |     |     |     |     |     |     |
| 1968   | Autodelta Racing Team VDS      | Alfa Romeo T33                                                      | DAY | SEB | BRH | MON | TAR | NÜR | SPA | WAT | ZEL | LEM |     |     |     |     |     |     |     |     |     |     |     |     |
| 1968   | Autodelta Racing Team VDS      | Alfa Romeo T33                                                      | 7   |     |     | DNF | 6   |     |     |     |     | 6   |     |     |     |     |     |     |     |     |     |     |     |     |
| 1969   | NART Picchio Rosso             | Ferrari Dino 206S Porsche 907                                       | DAY | SEB | BRH | MON | TAR | SPA | NÜR | LEM | WAT | ZEL |     |     |     |     |     |     |     |     |     |     |     |     |
| 1969   | NART Picchio Rosso             | Ferrari Dino 206S Porsche 907                                       | DNF |     |     |     |     |     | 28  |     |     |     |     |     |     |     |     |     |     |     |     |     |     |     |